# Spaniens nationalbibliotek
Spaniens nationalbibliotek (spanska: Biblioteca Nacional de España) är ett spanskt folkbibliotek beläget på Paseo de Recoletos i Madrid. Det är Spaniens största bibliotek och ett av de största biblioteken i världen. Biblioteket inrättades 1712 av Filip V under namnet Biblioteca Real och fick sitt nuvarande namn 1836. Den nuvarande byggnaden ritades av Francisco Jareño och uppfördes mellan 1866 och 1892.